# Gulmarg
Gulmarg là một thị xã và là nơi đặt ủy ban khu vực quy hoạch (notified area committee) của quận Baramula thuộc bang Jammu và Kashmir, Ấn Độ.

## Địa lý
Gulmarg có vị trí 34°03′B 74°23′Đ / 34,05°B 74,38°Đ Nó có độ cao trung bình là 2690 mét (8825 feet).

## Nhân khẩu
Theo điều tra dân số năm 2001 của Ấn Độ, Gulmarg có dân số 664 người. Phái nam chiếm 99% tổng số dân và phái nữ chiếm 1%. Gulmarg có tỷ lệ 96% biết đọc biết viết, cao hơn tỷ lệ trung bình toàn quốc là 59,5%: tỷ lệ cho phái nam là 97%, và tỷ lệ cho phái nữ là 22%. Tại Gulmarg, 0% dân số nhỏ hơn 6 tuổi.